# Glamoč
Glamoč – miasto w Bośni i Hercegowinie, w Federacji Bośni i Hercegowiny, w kantonie dziesiątym, siedziba gminy Glamoč. W 2013 roku liczyło 3138 mieszkańców.
Jest położone w zachodniej Bośni, na wysokości 1038 m n.p.m., na Glamočkim polju, 36 km na północny zachód od Livna.

## Zobacz także
- Glamočko polje